# オットー1世 (プファルツ＝モスバッハ公)
オットー1世（Otto I., 1390年8月24日 - 1461年3月14日）は、プファルツ＝モスバッハ公。プファルツ選帝侯兼ローマ王ループレヒトとニュルンベルク城伯フリードリヒ5世の娘エリーザベトの五男。プファルツ＝モスバッハ家の祖。プファルツ選帝侯ルートヴィヒ3世、プファルツ＝ノイマルクト公ヨハン、プファルツ＝ジンメルン＝ツヴァイブリュッケン公シュテファンの弟。

## 生涯
1410年の父の死後、領土を分割、モスバッハを領有した。モスバッハの発展に尽くす一方、幼少の甥（長兄ルートヴィヒ3世の子）ルートヴィヒ4世の後見人を1442年まで務めた。1448年、カルマル同盟（北欧三国）の君主だった甥（次兄ヨハンの子）クリストファ（クリストフ）が亡くなり、遺領のノイマルクトを相続、一部は三兄のシュテファンに分け与えた。1461年のオットー1世の死後、子のオットー2世はモスバッハとノイマルクトを合わせて相続、プファルツ＝モスバッハ＝ノイマルクト公となった。

## 子女
1430年、下バイエルン＝ランツフート公ハインリヒ16世の娘ヨハンナと結婚。9人の子を儲けた。
- マルガレーテ（1432年 - 1451年） - ハーナウ伯ラインハルト3世と結婚。
- アマーリエ（1433年 - 1488年） - リーネック伯フィリップと結婚。
- オットー2世（1435年 - 1499年） - プファルツ＝モスバッハ＝ノイマルクト公
- ループレヒト（1437年 - 1465年） - レーゲンスブルク司教
- ドロテア（1439年 - 1482年）
- アルブレヒト（1440年 - 1506年） - シュトラスブルク司教
- アンナ（1441年 - ?）
- ヨハン（1443年 - 1486年） - マインツ主席司祭
- バルバラ（1444年 - 1486年） - 修道女